# Indian Wells Masters 2023
Indian Wells Masters 2023 a fost un turneu profesionist de tenis masculin și feminin, jucat la Indian Wells, California. A fost cea de-a 49-a ediție a turneului masculin și cea de-a 34-a ediție a turneului feminin și a fost clasificat ca eveniment ATP 1000 în Circuitul ATP 2023 și eveniment WTA 1000 în Circuitul WTA 2023. S-a desfășurat la Indian Wells Tennis Garden în perioada 8–19 martie 2023, pe terenuri dure în aer liber.
Taylor Fritz și Iga Świątek au fost campionii en-titre la simplu masculin, respectiv feminin, dar au pierdut în sferturi de finală, respectiv semifinale.
Campionii acestei ediții au fost Carlos Alcaraz și Elena Rîbakina.

## Campioni

### Simplu masculin
Pentru mai multe informații consultați Indian Wells Masters 2023 – Simplu masculin

### Simplu feminin
Pentru mai multe informații consultați Indian Wells Masters 2023 – Simplu feminin

### Dublu masculin
Pentru mai multe informații consultați Indian Wells Masters 2023 – Dublu masculin

### Dublu feminin
Pentru mai multe informații consultați Indian Wells Masters 2023 – Dublu feminin

## Puncte și premii în bani

### Distribuția punctelor
| Probă           | C    | F   | SF  | QF  | R16 | R32 | R64 | R128 | Q   | Q2  | Q1  |
| Simplu masculin | 1000 | 600 | 360 | 180 | 90  | 45  | 25* | 10   | 16  | 8   | 0   |
| Dublu masculin  | 1000 | 600 | 360 | 180 | 90  | 0   | N/A | N/A  | N/A | N/A | N/A |
| Simplu feminin  | 1000 | 650 | 390 | 215 | 120 | 65  | 35* | 10   | 30  | 20  | 2   |
| Dublu feminin   | 1000 | 650 | 390 | 215 | 120 | 10  | N/A | N/A  | N/A | N/A | N/A |

### Premii în bani
Premiul total combinat pentru BNP Paribas Open 2023 a fost de 17.600.000 USD, fiecare turneu (ATP și WTA) se joacă  pentru o cotă de 8.800.000 USD. Aceasta a reprezentat o creștere de 5,27% față de ediția din 2022.
| Probă           | C          | F        | SF       | QF       | R16     | R32     | R64     | R128    | Q2     | Q1     |
| Simplu masculin | $1,262,220 | $662,360 | $352,635 | $184,465 | $96,955 | $55,770 | $30,885 | $18,660 | $9,440 | $5,150 |
| Simplu feminin  | $1,262,220 | $662,360 | $352,635 | $184,465 | $96,955 | $55,770 | $30,885 | $18,660 | $9,440 | $5,150 |
| Dublu masculin* | $436,730   | $231,660 | $123,550 | $62,630  | $33,460 | $18,020 | N/A     | N/A     | N/A    | N/A    |
| Dublu feminin*  | $436,730   | $231,660 | $123,550 | $62,630  | $33,460 | $18,020 | N/A     | N/A     | N/A    | N/A    |

*per echipă